# Ion Coropcean
Ion Ștefan Coropcean (n. 11 martie 1960, satul Livădeni, raionul Dondușeni) este un general din Republica Moldova, care a îndeplinit funcția de Șef al Marelui Stat Major al Armatei Naționale, comandant al Armatei Naționale (din 1998). Între 11 iunie și 16 iulie 2007 a fost Ministrul interimar al Apărării al Republicii Moldova.

## Biografie
Ion Ștefan Coropcean s-a născut la data de 11 martie 1960 în satul Livădeni (raionul Dondușeni). A studiat la Școala militară de apărare antiaeriană din Poltava (Ucraina) între anii 1977-1981, fiind cadet militar. A lucrat apoi în cadrul Armatei Sovietice pe posturile de comandant de pluton (1981-1984), comandant de baterie antiaeriană (1984-1987) și comandant de divizion antiaerian (1987-1988).
În perioada 1988-1991 a studiat la Academia militară de apărare antiaeriană. Reîntors în Republica Moldova, a fost numit în funcția de șef al statului major al regimentului antiaerian (1991-1992), apoi locțiitor al comandantului (1992-1996) și comandant (1996-1997) al Brigăzii de rachete antiaeriene. Apoi, pentru un an a deținut funcția de comandant al Colegiului militar “Alexandru cel Bun” din Chișinău.
La data de 16 iunie 1998, generalul de brigadă Ion Ștefan Coropcean a fost numit în funcția de Șef al Marelui Stat Major al Armatei Naționale a Republicii Moldova și prim-viceministru al apărării. Prin Decretul nr. 654 / 3 iulie 2006, a fost numit în funcția de șef al Marelui Stat Major al Armatei Naționale, comandant al Armatei Naționale, fiind eliberat din funcția deținută anterior.
În august 2006, președintele Republicii Moldova, Vladimir Voronin, i-a conferit generalului de brigadă Ion Coropcean Ordinul „Credință Patriei” clasa III.
În perioada 11 iunie  - 16 iulie 2007, Ion Coropcean a îndeplinit funcția de ministru interimar al apărării Republicii Moldova. Prin decretul Președintelui Republicii Moldova nr.1638-IV din 9 mai 2008 a fost avansat la gradul de general de divizie (cu 2 stele) .
În decembrie 2020, Președintele Igor Dodon i-a conferit Ordinul „Credință Patriei” clasa II.
Generalul Ion Ștefan Coropcean este căsătorit și are doi copii.